# وسترویک
شهر وسترویک (به سوئدی: Västervik) در بخش وسترویک در کشور سوئد واقع شده‌است. جمعیت این شهر ۳۶۷۴۷ نفر است.